# Природний ліс Затисянського лісництва
Приро́дний ліс Затися́нського лісни́цтва — пралісова пам'ятка природи місцевого значення в Україні. Розташована на території Берегівського району Закарпатської області, на схід від села Новоселиця. 
Площа — 29,3 га. Статус присвоєно згідно з рішенням Закарпатської обласної ради від 01.10.2020 року № 1847. Перебуває у віданні ДП «Виноградівське лісове дослідне господарство» (Затисянське лісництво, кв. 122, вид. 15). 
Статус присвоєно для збереження частини лісового масиву, який має ознаки пралісу. Пам'ятка природи розташована в межах Гутинського масиву. 